# Virginia
Virginia (englische Aussprache [vɚˈd͡ʒɪnjə] ⓘ), offiziell Commonwealth of Virginia, ist ein Bundesstaat der Vereinigten Staaten von Amerika an der Atlantikküste. Der Beiname des Staates ist Old Dominion („Altes Herrschaftsgebiet“). Er wird auch Mother of the Presidents genannt, weil acht US-Präsidenten aus Virginia stammten. Er grenzt im Norden an Maryland und Washington D.C., im Westen an West Virginia und Kentucky, im Süden an Tennessee und North Carolina und im Osten an den Atlantischen Ozean. Der Osten Virginias ist Teil der Atlantischen Küstenebene und wird von der Chesapeake Bay, der größten Flussmündung des Landes, geprägt. Zum Bundesstaat zählt auch der südlichste Teil der Delmarva-Halbinsel. Das Zentrum Virginias liegt überwiegend im Piedmont, dem Vorgebirge der Blue Ridge Mountains, die den westlichen und südwestlichen Teil des Staates durchziehen.
Virginia hat 8.811.195 Einwohner (2024) und ist damit der nach Bevölkerung zwölftgrößte Bundesstaat, nach der Fläche liegt Virginia auf Platz 35. Die Hauptstadt ist Richmond (226.000 Einwohner) und die bevölkerungsreichste Stadt ist Virginia Beach mit 459.000 Einwohnern. Aufgrund der direkten Grenze mit Washington D.C. hat Virginia einen Anteil von 3,1 Millionen Einwohnern an der Metropolregion der US-Hauptstadt. Der größte Ballungsraum, der vollständig im Bundesstaat liegt, ist Hampton Roads im Süden der Chesapeake Bay, unter anderem mit den Großstädten Norfolk, Virginia Beach, Chesapeake, Newport News und Hampton mit insgesamt rund 1,8 Millionen Einwohnern.
Die Geschichte Virginias beginnt mit mehreren indianischen Gruppen, darunter die Powhatan. Im Jahr 1607 gründete die London Company die Kolonie Virginia als erste dauerhafte englische Kolonie in der Neuen Welt, benannt nach Queen Elizabeth I. (Virgin Queen). Sklaven aus Afrika und der fruchtbare Boden der verdrängten Eingeborenenstämme trieben die wachsende Plantagenwirtschaft an, sorgten aber auch für Konflikte innerhalb und außerhalb der Kolonie. Die Virginians kämpften in der Amerikanischen Revolution für die Unabhängigkeit der dreizehn Kolonien und halfen bei der Gründung der neuen nationalen Regierung. Während des Amerikanischen Bürgerkriegs schloss sich die Staatsregierung in Richmond der Konföderation an, während viele nordwestliche Bezirke der Union treu blieben, was 1863 zur Abspaltung West Virginias führte.
Obwohl der Staat nach der Zeit der Reconstruction fast ein Jahrhundert lang von einer Partei regiert wurde, sind beide großen politischen Parteien seit der Aufhebung der Jim-Crow-Gesetze in den 1970er Jahren in Virginia konkurrenzfähig. Die Legislative des Bundesstaates Virginia ist die Virginia General Assembly, die im Juli 1619 gegründet wurde und damit die älteste aktuelle gesetzgebende Körperschaft Nordamerikas ist. Im Gegensatz zu anderen Bundesstaaten sind in Virginia die Städte und Bezirke gleichberechtigt, aber die meisten lokalen Straßen werden von der Landesregierung verwaltet. Virginia ist auch der einzige Staat, in dem die Gouverneure nicht für mehrere Amtszeiten hintereinander gewählt werden dürfen.
Das fruchtbare Shenandoah Valley im Westen beherbergt die produktivsten landwirtschaftlichen Bezirke des Bundesstaates, während die Wirtschaft in Nord-Virginia von Technologieunternehmen, Rüstungskonzernen und US-Bundesbehörden bestimmt wird. In Hampton Roads befinden sich der wichtigste Seehafen der Region und die Naval Station Norfolk, der größte Marinestützpunkt der Welt. Bekannte Firmen mit Sitz in Virginia sind unter anderem Boeing, RTX Corporation, Mars Inc., General Dynamics und Northrop Grumman.

## Geographie

### Geographische Lage

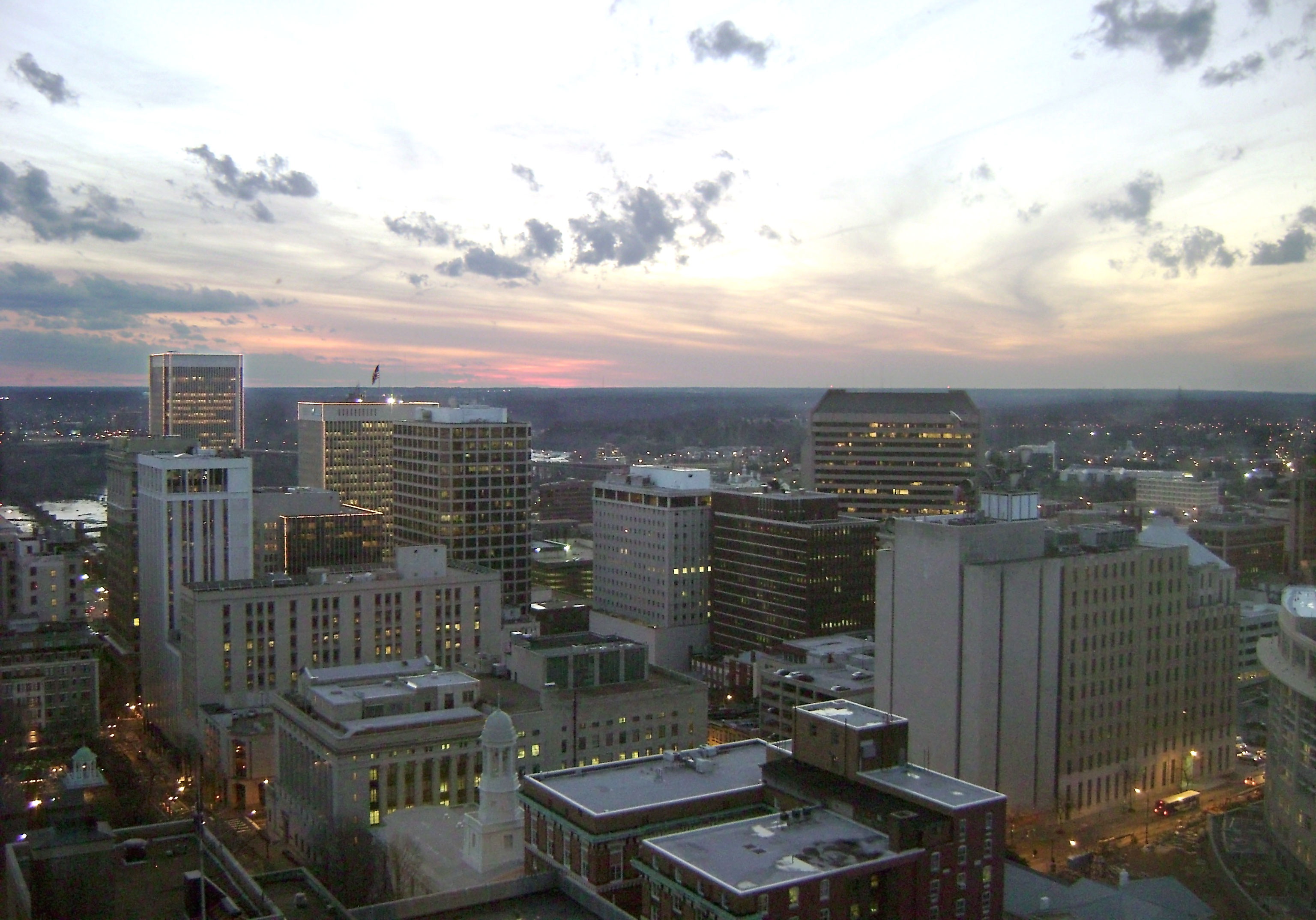
Zentrum von Richmond

Virginia liegt an der Atlantikküste der Vereinigten Staaten etwa mittig zwischen der nördlichen (Maine) und südlichen (Florida) Ausdehnung der US-Küste. Von der Atlantischen Küstenebene entlang der Chesapeake Bay bis zu den Höhen der Blue Ridge Mountains in den Appalachen im Westen des Bundesstaats weist der Bundesstaat eine topografische Vielfalt auf. Die Südgrenze zu North Carolina und Tennessee ist eine fast gerade Ost-West-Linie, während die Nordgrenze zu Maryland und dem District of Columbia vom Potomac River gebildet wird. Kentucky und West Virginia sind auf der Westseite der Appalachen ebenfalls direkte Nachbarstaaten.
Virginia teilt sich mit dem Nachbarstaat Maryland jeweils knapp eine Hälfte des ausgedehnten städtischen Ballungsraumes um den Bundesdistrikt Washington, D.C. Dazu gehört neben dem Flughafen Dulles International auch Arlington County, in dem sich eine Vielzahl amerikanischer Bundesbehörden, darunter das Pentagon, befinden. Im westlichen Teil des Landes befindet sich der höchste Berg Virginias, der 1746 Meter hohe Mount Rogers. Ebenfalls in den Appalachen befindet sich der Shenandoah-Nationalpark.

### Gewässer
Durch Virginia verläuft die Östliche Nordamerikanische Wasserscheide. Die großen Flüsse im Ostteil des Staates entwässern zur Chesapeake Bay, im Südosten zum Albemarle Sound in North Carolina. Bedeutende Flüsse Virginias sind im Norden der Potomac River mit Shenandoah River und der Rappahannock River, im Zentrum der James River und im Südosten Chowan und Roanoke River. Der Westen des Landes jenseits der Wasserscheide gehört zum Einzugsgebiet des Mississippi River. Die wichtigsten Flüsse sind der New River und der Clinch River.
Virginia besitzt außer dem Mountain Lake und Lake Drummond keine natürlichen Seen. Die stattlichsten Seen des Landes wurden künstlich angelegt. Der größte Stausee Virginias ist das knapp 200 km² große John H. Kerr Reservoir, das sich bis nach North Carolina erstreckt. Vollständig auf dem Gebiet Virginias liegt der Smith Mountain Lake (83 km²), beide Stauseen befinden sich am Roanoke River.

### Klima
Das Klima ist im Vergleich zu anderen US-Bundesstaaten mild. Der größte Teil des Staates östlich der Blue Ridge Mountains wird gemäß der effektiven Klimaklassifikation von einem warmgemäßigten Regenklima (Klasse Cfa) bestimmt. In den Gebirgsregionen westlich der Blue Ridge Mountains ist das Klima feucht-kontinental (Klasse Dfa).
Aufgrund des verschiedenartigen Landschaftsreliefs treten jedoch einige regionale Unterschiede auf. Die größten Differenzen treten an den Küsten des Atlantischen Ozeans, im Piedmont und in den Gebirgsketten der Blue Ridge und Allegheny Mountains auf. Der gewöhnlich moderate Einfluss des Ozeans vom Osten, bedingt durch den Golfstrom, wechselt sich mit kurzen Unwettern durch Hurrikans an der Öffnung der Chesapeake Bay ab. Andererseits erreichen besonders im Winter kalte Luftmassen von den Bergen den Staat und führen schwere Schneefälle mit sich. Die Interaktion dieser Klimaextreme und die topographische Diversität sorgen im Shenandoah Valley, das den gebirgigen Südwesten bildet, sowie auf den Küstenprärien für Mikroklimata, die sich leicht, aber dennoch in einem nennenswerten Umfang von den anderen Regionen unterscheiden. Ein Klimaelement der letzten Jahre ist die Entstehung einer Wärmeinsel im Norden Virginias, hervorgerufen durch die Ausbreitung des Ballungsraumes um Washington D.C. und den dadurch erhöhten Wärmeausstoß.
Klimatische Naturkatastrophen sind zeitweise ein schwerwiegendes Problem. Wie oben erwähnt, machen Hurrikans die Küste Virginias sehr verletzbar, obwohl schwere Hurrikans nur selten die Region anlaufen und dann auch nur abgeschwächt eintreffen. Weit öfter ist der Staat von anderen Wettersystemen aus dem Süden betroffen, deren Ausläufer sintflutartige Regenfälle in den Staat bringen. Gewitter sind zeitweise besorgniserregend und treten je nach Region an 30 bis 50 Tagen jährlich auf, wobei die Häufigkeit nach Westen hin ansteigt. Umgekehrt hat Ostvirginia eine höhere Tornadorate; im staatsweiten Durchschnitt treten jährlich 10 Tornados auf.

## Bevölkerung

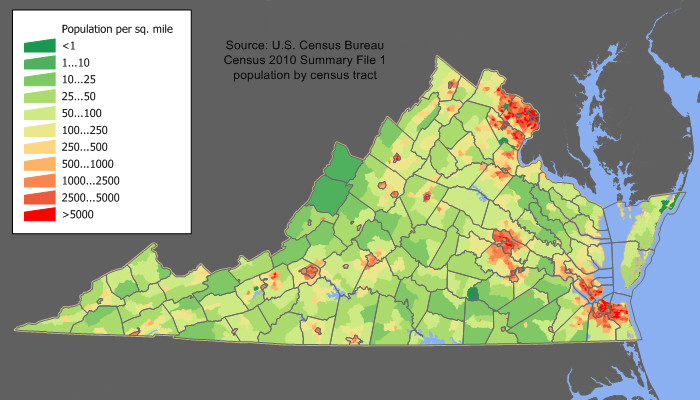
Bevölkerungsdichte im Jahre 2010

### Ethnien und Abstammung
Von der überwiegend weißen Bevölkerung Virginias stammen etwa 11,7 % aus deutschsprachigen Ländern, 11,1 % aus Großbritannien (überwiegend England) und 9,8 % aus Irland; 11,4 % der Weißen machten zu ihren Vorfahren keine Angaben. Die Afro-Amerikaner stellen 19,6 %, Hispanics (Latinos) etwa 6 % und Asiaten, darunter viele Vietnamesen und Filipinos, rund 5 % der Gesamtbevölkerung.

### Einwohnerentwicklung
Im Jahre 2005 lag die fortgeschriebene Einwohnerzahl bei 7.567.465, was einen Anstieg von 86.133 Einwohnern oder 1,2 % gegenüber dem Vorjahr und einen Anstieg von 488.435 Einwohnern oder 6,9 % gegenüber 2000 darstellte. Das natürliche Wachstum gegenüber der Volkszählung im Jahre 2000 lag bei 231.055 Personen; 531.476 Lebendgeburten standen 300.421 Verstorbene gegenüber. 2017 wurde die Bevölkerung auf 8,4 Millionen Einwohner geschätzt.
Der Zuwanderungsüberschuss lag bei 243.498 Personen, davon stammten 139.977 von außerhalb der USA und 103.521 aus dem Inland. 2006 waren 940.899 Personen (8,14 % der Gesamtbevölkerung) im Ausland geboren, während 99.104 in einem anderen Bundesstaat geboren waren.

### Gesundheit
Von 100.000 Kindern sterben in Virginia 53 (US-Durchschnitt: 62). Auf 1000 Lebendgeburten entfallen 7,3 tote Säuglinge (US-Durchschnitt: 6,8). Von 100.000 Bewohnern haben in Virginia 8,2 AIDS, damit liegen sie weit unter dem Mittelwert der USA (12,3). 31 % (US-Durchschnitt: 31,6 %) der Kinder haben Übergewicht, 10,7 % (US-Durchschnitt: 12,1 %*) der Erwachsenen leiden an Diabetes. Die Lebenserwartung bei der Geburt lag 2009 bei 79,01 Jahren und damit leicht über dem amerikanischen Durchschnitt von 78,86 Jahren.

### Größte Städte
Die Bevölkerungsschwerpunkte Virginias liegen im Osten des Bundesstaates an der Grenze zu Maryland und Washington D.C., sowie entlang der Chesapeake Bay. Der dritte große Ballungsraum ist die Hauptstadt Richmond. Die größte Stadt in der dünner besiedelten westlichen Bergregion ist Roanoke.
Zum Großraum Washington D.C. gehören auf Virginias Gebiet die Städte Arlington und Alexandria, sowie zahlreiche kleinere Vorortgemeinden. Von den insgesamt knapp 6,4 Millionen Einwohnern des Großraums Washington D.C. zählen 3,1 Millionen zu Virginia, was den größten Anteil an diesem ausmacht (District of Columbia 700.000, Maryland 2,6 Millionen, West Virginia 60.000).

Der größte Ballungsraum, der vollständig innerhalb Virginias liegt, ist Hampton Roads, eine breite Flussmündung der James, Nansemond und Elizabeth Rivers in den südlichen Teil der Chesapeake Bay, die von mehreren Großstädten umgeben ist. Dies sind Virginia Beach, Norfolk, Chesapeake, Newport News und Hampton mit insgesamt 1,8 Millionen Einwohnern.
| Ort            |                |  |         | Einwohner |
| Virginia Beach | Virginia Beach |  | 459.470 | 459.470   |
| Chesapeake     | Chesapeake     |  | 249.422 | 249.422   |
| Arlington      | Arlington      |  | 238.643 | 238.643   |
| Norfolk        | Norfolk        |  | 238.005 | 238.005   |
| Richmond       | Richmond       |  | 226.610 | 226.610   |
| Newport News   | Newport News   |  | 186.247 | 186.247   |
| Alexandria     | Alexandria     |  | 159.467 | 159.467   |
| Hampton        | Hampton        |  | 137.158 | 137.158   |
| Roanoke        | Roanoke        |  | 100.011 | 100.011   |
| Portsmouth     | Portsmouth     |  | 97.915  | 97.915    |
| Census 2020    |                |  |         |           |

### Religionen
Neben zahlreichen weiteren, vor allem protestantisch geprägten Konfessionen waren die wichtigsten Religionsgemeinschaften im Jahr 2010, geordnet nach Mitgliederzahl:
- Southern Baptist Convention – 763.655,
- Katholische Kirche – 673.853,
- United Methodist Church – 467.417,
- Protestantismus ohne konfessionelle – 378.934,
- Islam – 213.032,
- Pfingstbewegung – über 180.000,
- Episkopalkirche – 120.579,
- Presbyterian Church – 115.955.[8]

## Geschichte

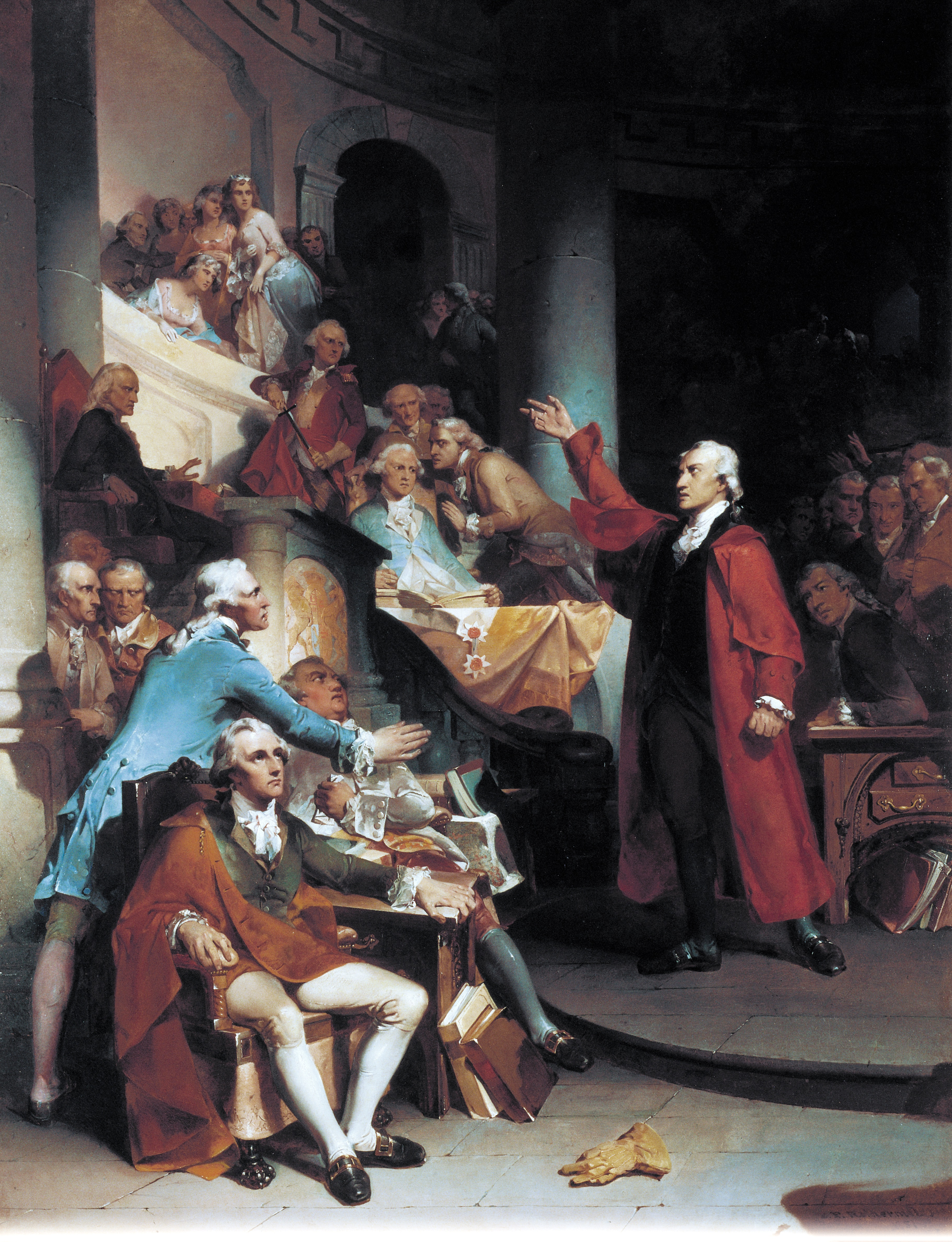
Patrick Henry vor dem Bürgerhaus auf einem 1851 gemalten Bild von Peter F. Rothermel

Den Namen erhielt Virginia zu Ehren der englischen Königin Elisabeth I. von Walter Raleigh im Zuge seiner Expedition von 1584, als er die erste Ansiedlung auf Roanoke Island gründete. Da die unverheiratete Königin den Beinamen „Jungfräuliche Königin“ (Virgin Queen) hatte und es aus der Sicht der Kolonialisten schließlich um die Besiedlung und Urbarmachung eines solchen Landes ging, wurde dieser Name gewählt. Allerdings bezeichnete man damit einst ein Gebiet, welches die späteren Staaten Virginia, West Virginia, North Carolina, Kentucky, Tennessee und Ohio umfasste.
Von den Ureinwohnern Virginias sind am besten die zu den Virginia-Algonkin gehörenden Powhatan bekannt, die nahe der Küste lebten. Weitere Gruppen waren die zur Irokesen-Sprachfamilie gehörenden Nottaway und Meherrin südwestlich von diesen, die zur Sioux-Sprachfamilie gehörenden Monacan und Saponi, die im Vorland der Appalachen wohnten, und die Cherokee im äußersten Westen des Staates.
In Virginia fanden die ersten Siedlungsversuche der Engländer statt. Allerdings wurden diese ersten Versuche nicht von der englischen Regierung, sondern von einem Unternehmen namens „Virginia Company“ unternommen, das 1607 die Siedlung Jamestown gegründet hatte. Der englischen Regierung fehlte zu dieser Zeit das Geld, um solche teuren und unsicheren Expeditionen zu finanzieren. Anfangs hatten die Besiedlungsversuche nur mäßigen Erfolg. Von den im Dezember 1606 in England gestarteten 144 Männern waren neun Monate später nur noch 38 am Leben; 39 waren während der Überfahrt, 67 in den ersten neun Monaten nach der Ankunft an der Küste gestorben. Auch Hungersnöte waren keine Seltenheit, trotzdem nahmen immer mehr Engländer die Gelegenheit wahr und emigrierten nach Virginia.
In den Englischen Powhatankriegen kam die Kolonie in starke Bedrängnisse. Das Jahr 1612 stellt ein ökonomisch sehr bedeutendes Jahr dar. John Rolfe pflanzte die erste Tabakpflanze, die er wahrscheinlich aus Trinidad mitgebracht hatte, in Virginia. Aufgrund des heißen und feuchten Klimas und der Hilfe der indigenen Bevölkerung gediehen die Tabakpflanzen prächtig. Rolfe, der 1614 eine Ureinwohnerin namens Pocahontas geheiratet hatte, machte sich 1616 mit der ersten Ladung Tabak auf den Weg nach England, wo er einen durchschlagenden Erfolg erlebte. 1617 kehrte er nach Virginia zurück, um sich weiter dem Tabakanbau zu widmen, allerdings ohne Pocahontas, die in England gestorben war. Rolfe hatte den ersten Boom der neuen englischen Welt ausgelöst. 1618 wurden 20.000 Pfund Tabak exportiert, 1638 betrug die Summe der Exporte bereits drei Millionen Pfund. 1706 wurde Grace Sherwood als letzte bekannte Person in Virginia als Hexe verurteilt.
Der zweite Gouverneur der Kolonie wurde Lord De La Warr. Deutsche Einwanderer aus dem Siegerland gründeten 1714 die Kolonie Germanna. Germanna wurde nach Deutschland (Germany) und der damaligen britischen Königin Anne benannt.
Als Heimat vieler Gründerväter, insbesondere Patrick Henry, Thomas Jefferson, Richard Henry Lee, James Madison, George Mason und George Washington, spielte Virginia eine herausragende Rolle in der Amerikanischen Unabhängigkeitsbewegung. Die Briten wurden aus Virginia nach der verlorenen Schlacht von Great Bridge vom 9. Dezember 1775 endgültig vertrieben. Der in Williamsburg tagende Konvent von Virginia erklärte am 15. Mai 1776 Virginia für unabhängig. Im Rahmen der Arbeit an einer Verfassung verabschiedete er am 12. Juni 1776 einstimmig eine maßgeblich von George Mason formulierte Grundrechteerklärung – die Virginia Declaration of Rights. Wenige Wochen später wählte der Konvent schließlich Patrick Henry zum ersten Gouverneur von Virginia. Mit Annahme der Unabhängigkeitserklärung der Vereinigten Staaten durch den Kontinentalkongress am 4. Juli des Jahres wurde Virginia einer der dreizehn Gründerstaaten der USA.

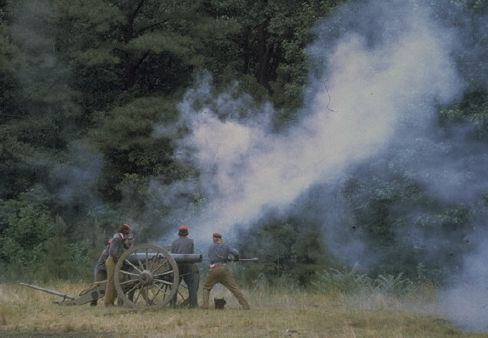
Reenactment der Belagerung von Petersburg

Im Konflikt zwischen Süd- und Nordstaaten, der 1861 zum Amerikanischen Bürgerkrieg führte, gehörte Virginia zur Konföderation. Am 17. April 1861 beschloss die im Februar einberufene State Convention die „secession ordinance“ (Sezessions-Verfügung). Vorausgegangen waren lange und intensive Debatten über das Pro und Contra der Sezession. Maßgeblichen Anteil an der Entscheidung zur Sezession hatte die Truppeneinberufung Abraham Lincolns nach dem Angriff von South Carolina auf Fort Sumter, wodurch Befürchtungen geweckt wurden, der Norden wolle die aus der Union ausgetretenen Staaten mit militärischen Mitteln zum Verbleib in der Union zwingen. Unter diesen Vorzeichen entstand eine Mehrheit in der state convention, die die Sezession befürwortete. Mit 88 zu 55 Stimmen war das Abstimmungsergebnis allerdings nicht so eindeutig wie in den meisten anderen Sezessionsstaaten. Das änderte jedoch nichts daran, dass Virginia in den folgenden vier Jahren zu einem der wichtigsten Schauplätze des Bürgerkrieges werden sollte, zumal es mit Richmond auch die Hauptstadt der Konföderierten stellte.
Die sklavenfreien nordwestlichen Countys erklärten dagegen ihrerseits am 27. April 1861 die Abspaltung vom Staat und den Verbleib in der Union. Dieser Teil Virginias wurde noch während des Krieges 1863 als West Virginia 35. Gliedstaat der USA.
Am 26. Januar 1870 wurde Virginia nach der Ausarbeitung einer neuen Verfassung wieder in die Union aufgenommen. Es gelang jedoch erst nach dem Ersten Weltkrieg, die Auswirkungen des Bürgerkrieges mittels Durchführung vieler umfassender Reformen völlig zu überwinden. Die entsprechenden Maßnahmen wurden vom demokratischen Gouverneur Harry F. Byrd senior in den 1920er Jahren angeordnet und brachten die jahrzehntelang mit Problemen kämpfende Wirtschaft Virginias wieder in Schwung. Allerdings blieben weiterhin Rassenkonflikte bestehen.

### Bürgerhaus
Zu Kolonialzeiten wurde das Unterhaus der Regierung House of Burgesses (Bürgerhaus) genannt. Zusammen mit dem Gouverneursrat hielt das Bürgerhaus die Generalversammlung ab. Der Gouverneursrat bestand aus zwölf Männern, die vom britischen Monarchen bestimmt wurden, um den Gouverneur zu bestimmen und ihn zu beraten. Er hatte auch die Funktion des höchsten Gerichts der Kolonie, einer mit dem britischen Supreme Court vergleichbaren Kolonialinstitution. Mitglieder des Bürgerhauses wurden von allen Wahlberechtigten der Kolonie bestimmt. Jeder Landkreis (County) wählte zwei Bürger, um diesen zu vertreten; das College of William & Mary – nach Harvard die zweitälteste Hochschule Amerikas – und die Städte Norfolk, Williamsburg und Jamestown wählten hierfür je einen Bürger.
Die Bürger kamen zusammen, um Gesetze für die Kolonie zu beschließen und die Richtung für das zukünftige Wachsen der Kolonie festzulegen. Der Rat prüfte die Gesetzentwürfe und genehmigte oder missbilligte sie. Die Genehmigung der Bürger, des Rates und des Gouverneurs waren erforderlich um ein Gesetz zu verabschieden. Die Idee der gewählten Bürger war wichtig und neu. Sie gab den Wahlberechtigten von Virginia das erste Mal eine Möglichkeit, ihre Regierung zu kontrollieren.
Anfangs wurden die Bürger von allen freien Männern der Kolonie gewählt, während Frauen, Hausangestellte und Indianer nicht wahlberechtigt waren. Später wurden die Wahlgesetze verschärft; es war nun nötig, mindestens 20 Hektar Land zu besitzen. Gegründet im Jahr 1619 ist die Generalversammlung von Virginia das älteste immer noch existierende Regierungssystem der Neuen Welt. Heutzutage wird sie gebildet aus Senat und Delegiertenhaus. Der Begriff Bürgerhaus wird inzwischen für die gesamte Regierung dieser Zeit benutzt.

## Politik
Als Bundesstaat der Vereinigten Staaten ist Virginia ein teilsouveräner Gliedstaat mit eigenen Institutionen auf einzelstaatlicher Ebene auf der einen Seite und Teilhabe an den Institutionen des Gesamtstaates auf der anderen Seite.

### Einzelstaatliche Ebene

#### Gouverneure

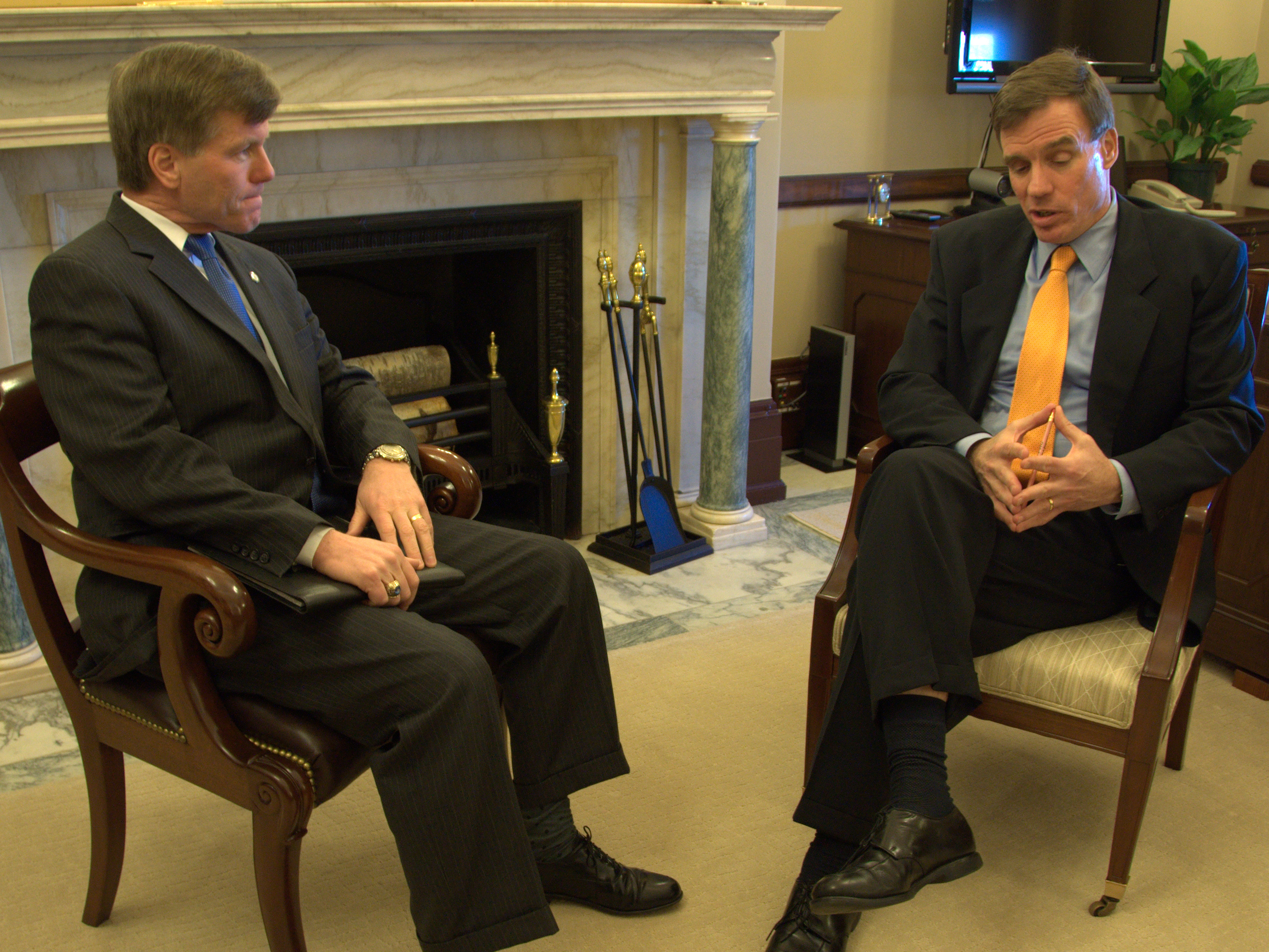
Der frühere Gouverneur Bob McDonnell (links) und Senator Mark Warner

Die Exekutive besteht aus dem Gouverneur von Virginia, seit Januar 2022 dem Republikaner Glenn Youngkin, dem Vizegouverneur (Lieutenant Governor) und dem Attorney General, die alle zum gleichen Zeitpunkt für vier Jahre direkt vom Volk gewählt werden.
- Liste der Gouverneure von Virginia
- Liste der Vizegouverneure von Virginia

#### Virginia General Assembly
Das Parlament von Virginia, die General Assembly, setzt sich aus zwei Kammern zusammen. Die erste Kammer, das House of Delegates, besteht aus 100 für zwei Jahre gewählten Mitgliedern, die jeweils etwa 80.000 Wahlberechtigte repräsentieren. Die zweite Kammer, der Senat, besteht aus 40 für vier Jahre gewählten Mitgliedern. In beiden Häusern stellen die Demokraten die Mehrheit.
Nach der Verfassung von Virginia muss eine Gesetzesvorlage beide Kammern der Legislative durchlaufen – erst wenn beide Kammern die gleiche Version der Gesetzesvorlage angenommen haben, wird sie dem Gouverneur vorgelegt. Sollte dieser ein Veto einlegen, kann dieses mit einer Zwei-Drittel-Mehrheit in beiden Kammern überstimmt werden.
- Abgeordnetenhaus von Virginia
- Senat von Virginia

### Bundesebene
| Jahr | Demokraten       | Republikaner     |
| ---- | ---------------- | ---------------- |
| 2024 | 51,8 % 2.335.395 | 46,1 % 2.075.085 |
| 2020 | 54,1 % 2.413.568 | 44,0 % 1.962.430 |
| 2016 | 49,8 % 1.981.473 | 44,4 % 1.769.443 |
| 2012 | 51,2 % 1.971.820 | 47,3 % 1.822.522 |
| 2008 | 52,6 % 1.959.532 | 46,3 % 1.725.005 |
| 2004 | 45,5 % 1.454.742 | 53,7 % 1.716.959 |
| 2000 | 44,4 % 1.217.290 | 52,5 % 1.437.490 |
| 1996 | 45,2 % 1.091.060 | 47,1 % 1.138.350 |
| 1992 | 40,6 % 1.038.650 | 45,0 % 1.150.517 |
| 1988 | 39,2 % 0.859.799 | 59,7 % 1.309.162 |
| 1984 | 37,1 % 0.796.250 | 62,3 % 1.337.078 |
| 1980 | 40,3 % 0.752.174 | 53,0 % 0.989.609 |
| 1976 | 48,0 % 0.813.896 | 49,3 % 0.836.554 |
| 1972 | 30,1 % 0.438.887 | 67,8 % 0.988.493 |
| 1968 | 32,5 % 0.442.387 | 43,4 % 0.590.319 |
| 1964 | 53,5 % 0.558.038 | 46,2 % 0.481.334 |
| 1960 | 47,0 % 0.362.327 | 52,4 % 0.404.521 |

Aufgrund seiner Größe und Bevölkerungsstärke war Virginia im 18. und in der Anfangszeit des 19. Jahrhunderts der politisch führende Staat der USA. Insgesamt acht Präsidenten kamen aus Virginia. Diese hohe Zahl erreicht sonst nur Ohio, das ebenfalls die Heimat von acht Präsidenten war. Mit der Industrialisierung im 19. Jahrhundert ging der Einfluss Virginias merklich zurück, da die Zuwanderung in die Städte des Nordens sowie in die neuen Bundesstaaten des Nordwestterritoriums stärker als in das längst etablierte Agrarland Virginia war. Dazu kam die Niederlage im Sezessionskrieg, in dem Virginia auf Seiten der Südstaaten stand und West Virginia sich als eigener Bundesstaat abspaltete. Innerhalb der Konföderation war der „Old Dominion State“ noch einmal der bevölkerungsreichste Staat mit dem größten Electoral College, ein Rang, den ihm innerhalb der Union New York bereits 1812 abgelaufen hatte.
Nach der Rückkehr zur Union wählte Virginia zwischen 1872 und 1948 nur zweimal republikanisch. Wie in fast allen Staaten des Südens galten die Republikaner als Partei der gegnerischen Seite im Bürgerkrieg. Aufgrund der Nachkriegspolitik der Reconstruction, welche die Wahlrechte führender Politiker der Konföderation einschränkte und die der befreiten Sklaven stärkte, konnte der Republikaner Ulysses S. Grant bei der Präsidentschaftswahl 1872 die Stimmen Virginias gewinnen. Nach Änderungen im Wahlrecht ging die Führung aber wieder an die Demokraten über. Der alte Geist der Konföderierten spielte dabei eine große Rolle, da die Republikaner unter Lincoln durch die Abschaffung der Sklaverei die Gesellschaft der Großgrundbesitzer, die im Süden der USA vorherrschte, maßgeblich verändert hatten. Die Demokraten setzten sich stärker für die Selbstbestimmungsrechte der einzelnen Bundesstaaten gegenüber den Machtbestrebungen des Bundes ein und waren daher die Partei des Südens. Herbert Hoover hat hier bei der Wahl von 1928 als einziger Republikaner bis in die 1950er Jahre eine Wahl gewinnen können.
Von 1952 bis 2004 stimmte Virginia nur bei der Wahl 1964 mit Lyndon B. Johnson für einen Demokraten und ansonsten für republikanische Kandidaten. Damit wurde Virginia noch zur Zeit der Jim-Crow-Gesetze und damit viel früher als viele andere Südstaaten zu einem der stärksten Roten Staaten, wie sie für das Gebiet der alten Konföderation mittlerweile typisch sind. Bei der Wahl 2008 war mit Barack Obama erstmals wieder ein demokratischer Kandidat erfolgreich und dies setzte sich auch bei den folgenden Präsidentschaftswahlen fort. Seitdem wird Virginia zu den Swing States gezählt. Die Stimmverteilung innerhalb des Staates orientiert sich am Stadt-Land-Gefälle. Demokraten sind vor allem im Großraum von Washington, D.C. sowie in den angrenzenden Countys von Richmond sehr stark.
Im Electoral College stellt Virginia, aufgrund seines leicht überdurchschnittlichen Bevölkerungswachstums, seit der Volkszählung 1990 13 Wahlmänner, davor waren es noch zwölf.

#### Mitglieder im 119. Kongress
|  | Name                            | Mitglied seit | Parteizugehörigkeit |
|  | ------------------------------- | ------------- | ------------------- |
|  | Robert Joseph Wittman           | 2007          | Republikaner        |
|  | Jen Kiggans                     | 2023          | Republikaner        |
|  | Robert Cortez „Bobby“ Scott     | 1993          | Demokrat            |
|  | Jennifer McClellan              | 2023          | Demokrat            |
|  | John McGuire                    | 2025          | Republikaner        |
|  | Benjamin Lee „Ben“ Cline        | 2019          | Republikaner        |
|  | Eugene Vindman                  | 2025          | Demokrat            |
|  | Donald Sternoff „Don“ Beyer Jr. | 2015          | Demokrat            |
|  | Howard Morgan Griffith          | 2011          | Republikaner        |
|  | Suhas Subramanyam               | 2025          | Demokrat            |
|  | Gerald „Gerry“ Edward Connolly  | 2009          | Demokrat            |

|  | Name                        | Mitglied seit | Parteizugehörigkeit |
|  | --------------------------- | ------------- | ------------------- |
|  | Timothy Michael „Tim“ Kaine | 2013          | Demokrat            |
|  | Mark Robert Warner          | 2009          | Demokrat            |

- Liste der Mitglieder des US-Repräsentantenhauses aus Virginia
- Liste der Senatoren der Vereinigten Staaten aus Virginia

### Todesstrafe
Virginia war nach Texas der Staat mit den meisten Hinrichtungen in den USA seit der Wiedereinführung der Todesstrafe 1976. Bis September 2017 wurden 113 Menschen exekutiert. Am 3. Februar 2021 stimmte der mehrheitlich von Demokraten besetzte Senat und am Folgetag auch das ebenfalls demokratisch dominierte Abgeordnetenhaus Virginias für die Abschaffung der Todesstrafe. Das Gesetz wurde am 24. März 2021 von Gouverneur Ralph Northam per Unterschrift in Kraft gesetzt. Virginia war damit der erste der klassischen Südstaaten, der die Todesstrafe abschaffte.

### Marihuana
Der Besitz von bis zu einer Unze Marihuana zur Freizeitgestaltung ist seit dem 1. Juli 2021 erlaubt. Jedoch ist der Verkauf von Marihuana, außer zu medizinischen Zwecken, weiterhin verboten.

## Kultur und Sehenswürdigkeiten

### Nationalparks
| Nationalpark                                                                                 | Lage                                                    | Ansicht |
| -------------------------------------------------------------------------------------------- | ------------------------------------------------------- | ------- |
| Shenandoah-Nationalpark - Virginia - 1.511.016 Besucher (2004) - gegründet 26. Dezember 1935 | Shenandoah-Nationalpark · Karte der Vereinigten Staaten |         |

### National Monuments
Außerdem gibt es mehrere Gedenkstätten vom Typ eines National Monuments:
- Booker T. Washington National Monument
- Fort Monroe National Monument
- George Washington Birthplace National Monument

## Wirtschaft
Virginia gehört zu den wirtschaftlich erfolgreichsten Bundesstaaten der USA. Das reale Bruttoinlandsprodukt pro Kopf (engl. per capita real GDP) lag im Jahre 2016 bei USD 58.768 (nationaler Durchschnitt der 50 US-Bundesstaaten: USD 57.118; nationaler Rangplatz: 15).
Bedeutend ist der Anbau von Tabak, Baumwolle, Erdnuss, Mais und Weizen. Die Viehzucht ist ebenfalls von großer Bedeutung, insbesondere die Milchviehhaltung, zu diesem Zweck wird in Virginia viel Heu gewonnen. Dazu kommen die Austernfischerei sowie reiche Bodenschätze. Hauptsächlich die Kohle-, Natursteine-, Eisen-, Holz-, Papier-, Glas- und Tabakverarbeitung sind von großer Bedeutung neben dem Schiffsbau. Wichtige Wirtschaftsfaktoren sind die zivilen und militärischen Behörden in Arlington (Pentagon) und Hampton. Von Bedeutung ist auch der Tourismus.

### Armut und Arbeitslosigkeit
In Virginia leben offiziellen Angaben zufolge rund 1,04 Mio. arme Menschen, das entspricht einem Prozentsatz von 14,1. Die Arbeitslosenrate entspricht einer Quote von 3,8 %. Im US-Durchschnitt waren es zum Vergleich 4,1 %.(Stand November 2017). Im Juni 2010 wurden an ca. 802.400 Bewohner des Staates Essensmarken ausgegeben.

## Bildung
Die wichtigsten staatlichen Universitäten sind die University of Virginia, das College of William & Mary, die George Mason University, die James Madison University, die Norfolk State University, die Old Dominion University, die Virginia Commonwealth University, die Christopher Newport University, und das Virginia Polytechnic Institute and State University. Eine wichtige private Hochschule ist die Liberty University. Weitere Hochschulen sind in der Liste der Universitäten in Virginia verzeichnet.

## Öffentlicher Nahverkehr
In zahlreichen Orten Virginias, etwa in der Hauptstadt Richmond und in Alexandria, ist der öffentliche Nahverkehr kostenlos.

## Sonstiges

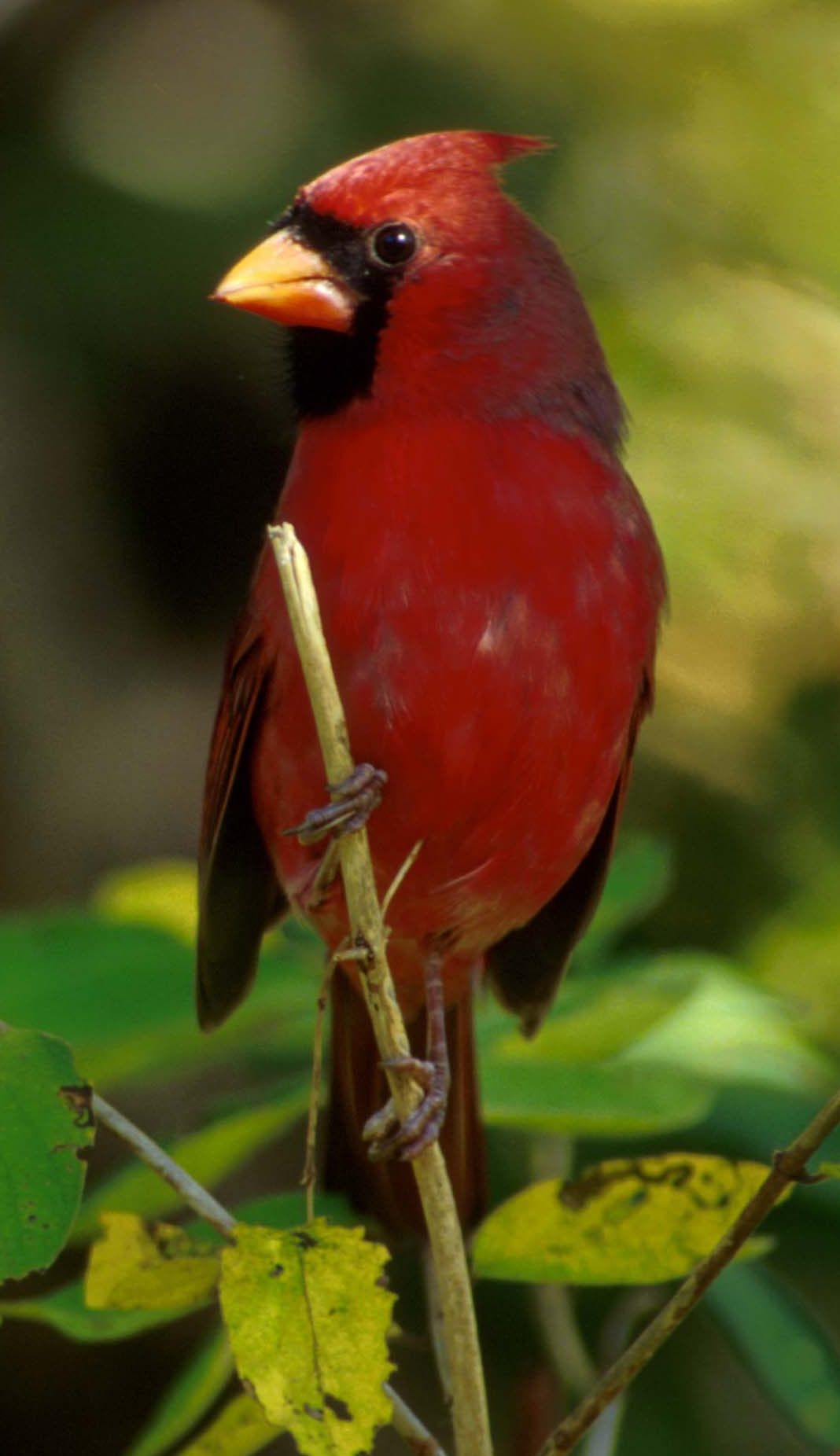
Rotkardinal

- Motto: Sic semper tyrannis bedeutet „So [soll es] immer den Tyrannen [ergehen]“ (Auf der Nationalflagge mit niedergeworfenem Tyrannen zu sehen.)
- Das Wappen wurde von George Wythe entworfen, der auch die Unabhängigkeitserklärung unterschrieben hatte. Das 1776 bereits allgemein verwendete Nationalsymbol wandelte man 1930 leicht ab.
- Der Staatsvogel ist der Rotkardinal.
- Der erste gewählte afro-amerikanische Gouverneur eines US-Bundesstaates, Douglas Wilder, trat 1990 in Virginia sein Amt an.